# 王岳丰
王岳豐（1987年5月5日—），台灣男演員。

## 電視劇
| 頻道       | 劇名                               | 飾演     |
| ---------- | ---------------------------------- | -------- |
| 三立台灣台 | 戏说台湾《包公判阴阳之灵猫还奇谭》 | 许旺财   |
| 三立台灣台 | 戏说台湾《疯女十八年》             | 王志明   |
| 三立台灣台 | 戏说台湾《林半仙弄猪稠穴》         | 蒋盛昌   |
| 三立台灣台 | 戏说台湾《西嶼豬母精》             | 许富春   |
| 三立台灣台 | 戏说台湾《白马穴乱阴阳》           | 谢文盛   |
| 三立台灣台 | 戏说台湾《绑票财神爷》             | 张文祥   |
| 三立台灣台 | 戏说台湾《有应妈招子婿》           | 白文星   |
| 三立台灣台 | 戏说台湾《烏頭祖師爺》             | 天保     |
| 三立台灣台 | 戏说台湾《大寮摇头妈祖》           | 吴添贵   |
| 三立台灣台 | 戏说台湾《鼠囝拜契父》             | 張金山   |
| 三立台灣台 | 戏说台湾《聖王公傳奇》             | 陳清輝   |
| 三立台灣台 | 戏说台湾《月老收姻緣煞》           | 羅翰民   |
| 三立台灣台 | 戏说台湾《父子換魂》               | 陳家麒   |
| 三立台灣台 | 戏说台湾《帝爺公惜蘭花》           | 花青     |
| 三立台灣台 | 戏说台湾《白蓮聖母》               | 許俊生   |
| 三立台灣台 | 《天下女人心》                     | 林帅吉   |
| 三立台灣台 | 《世间情》                         | 王小虎   |
| 三立台灣台 | 《珍珠人生》                       | 汤麟雄   |
| 三立台灣台 | 《甘味人生》                       | 朱火杉   |
| 三立台灣台 | 《炮仔聲》                         | 拳王     |
| 三立台灣台 | 《天之驕女》                       | 陳俊強   |
| 三立台灣台 | 戏说台湾《叫魂奇譚》               | 蔡英雄   |
| 三立台灣台 | 戏说台湾《扁擔觕剪刀》             | 廖秦平   |
| 三立台灣台 | 戏说台湾《天聾地啞鬥女訟師》       | 林家明   |
| 三立台灣台 | 戏说台湾《玄武斬魔劍》             | 張木源   |
| 三立台灣台 | 戏说台湾《新蓋杯娘》               | 王清文   |
| 三立台灣台 | 《天道》                           | 高千影   |
| 三立台灣台 | 《百味人生》                       | 子謙     |
| 三立都會台 | 《军官·情人》                      | 王尚默   |
| 三立都會台 | 《1989一念間》                     | 郭勝泰   |
| 三立都會台 | 《我的愛情不平凡》                 | 蕭閔虔   |
| 民视       | 《廉政英雄》第16单元：霹雳娇娃     | 夜店助理 |
| 民视       | 《風水世家》                       | 陳律師   |
| 台视       | 《雨后骄阳》                       | 偷鞋贼   |
| 台视       | 《生生世世》                       | 自強     |
| 東森綜合台 | 《愛的3.14159》                    | 阿青     |
| 大愛電視台 | 《春子》                           | 邱國智   |
| 大愛電視台 | 《蘇足》                           | 小江     |
| 大愛電視台 | 《超完美任務》                     | 陳茂松   |
| 大愛電視台 | 《迎風而立》                       | 王先生   |
| 大愛電視台 | 《阿良的歸白人生》                 | 高忠信   |
| 大愛電視台 | 《先生娘》                         | 小洪     |